# Aného
Aného oder Anecho, vormals Klein-Popo und Kleinpopo (französisch Petit Popo oder Popovi), ist mit etwa 28.000 Einwohnern die achtgrößte Stadt Togos. Sie befindet sich im Südosten des Landes, unmittelbar an der Grenze des Nachbarstaates Benin an einer großen Lagune zwischen dem Atlantischen Ozean und dem Togosee in der Region Maritime. Die Hauptstadt Lomé ist etwa 45 Kilometer entfernt.

## Geschichte

Häuptlingshaus in Anecho, ca. 1910

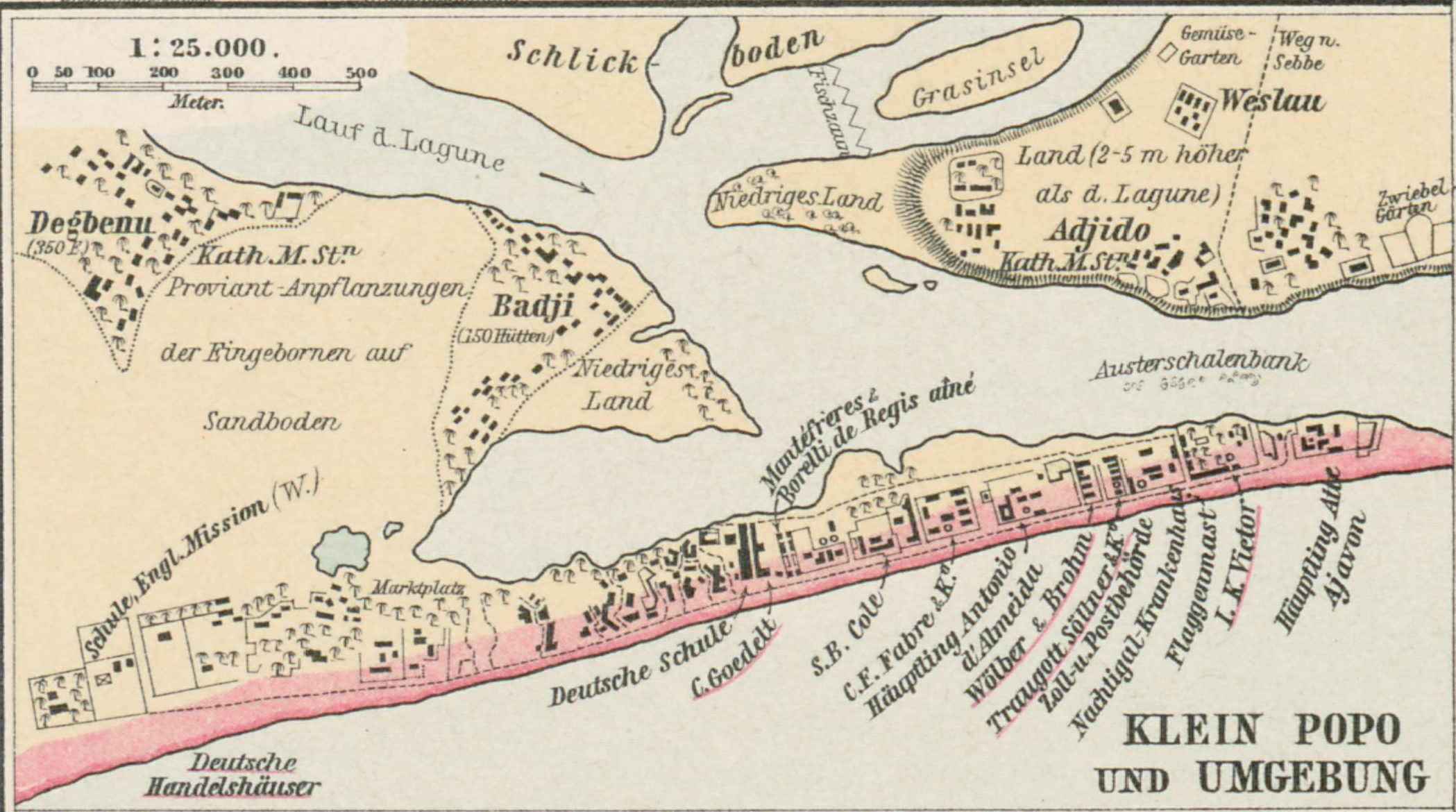
Plan der Stadt mit Umgebung im Jahr 1897.

Ursprünglich war der Ort, an dem es einen portugiesischen Sklavenmarkt gab, unter dem Namen Popovi bekannt. Zu Beginn der deutschen Kolonialherrschaft im Jahr 1884 wurde Anecho kurzzeitig von den Franzosen besetzt. Im Tausch gegen Kapitaï und Koba, das spätere Conakry in Guinea, wurde die Stadt im Grenzvertrag vom 24. Dezember 1885 Deutschland zugeschlagen. Von 1885 bis 1897 war Sebe, ein kleiner, an der Nordseite der Lagune gelegener Ort bei Anecho, Sitz der Zentralverwaltung der deutschen Kolonie Togo, aus dessen größerer, östlicher Hälfte später der Staat Togo entstand. Nachdem Sebe 1897 den Hauptstadtstatus an Lomé hatte abgeben müssen, erlebte Aného einen allmählichen Niedergang, der durch Erosionserscheinungen an den Küsten verstärkt wurde.
Um 1900 hatte Klein-Popo etwa 5000 Einwohner, wovon 24 aus Deutschland und drei weitere aus anderen Ländern Europa eingereist waren. Es gab einige stattliche zweistöckige Häuser und zahlreichen Hütten sowie Zollamt, Krankenhaus, wesleyanische Mission mit Schule und Kirche, katholische Mission mit Schule, Handelskammer, Post- und Telegraphenstation, sieben Faktoreien mit 15 offenen Verkaufsstellen, drei eingeborene Händler mit sechs Läden und großen Pflanzungen von Kaffeebäumen und Kokospalmen in der Umgebung. In der offenen Reede fanden Seeschiffe 1 km vom Strand guten Ankergrund, doch herrschte vor der Küste stets heftige Brandung. Die Dampfer der Woermannlinie verkehren zu dieser Zeit hier dreimal monatlich.
Zum 1. Januar 1905 erfolgte die Umbenennung zum heutigen Ortsnamen. Im selben Jahr erhielt der Ort durch die Bahnstrecke Lomé–Aného einen Bahnanschluss.

## Wirtschaft, Tourismus und Sehenswertes
Die Stadt lebt überwiegend von Landwirtschaft und Fischfang.
In der Stadt und der Umgebung finden sich diverse Bauwerke aus der deutschen Kolonialzeit.

## Religionen
Aného ist in religiöser Hinsicht eine vom Voodoo und vom Christentum geprägte Stadt.

### Kirchen
Erwähnenswerte Gebäude sind die 1895, also zur deutschen Kolonialzeit, entstandene protestantische Kirche und die 1898 erbaute Kathedrale St. Peter und Paul des Bistums Aného der römisch-katholischen Kirche.

### Voodoo
Aného ist zugleich ein Zentrum des Voodoo entlang des westafrikanischen Pilgerweges Voodoo Trail, der Lomé mit Ouagadougou in Burkina Faso verbindet.

## Sehenswürdigkeiten

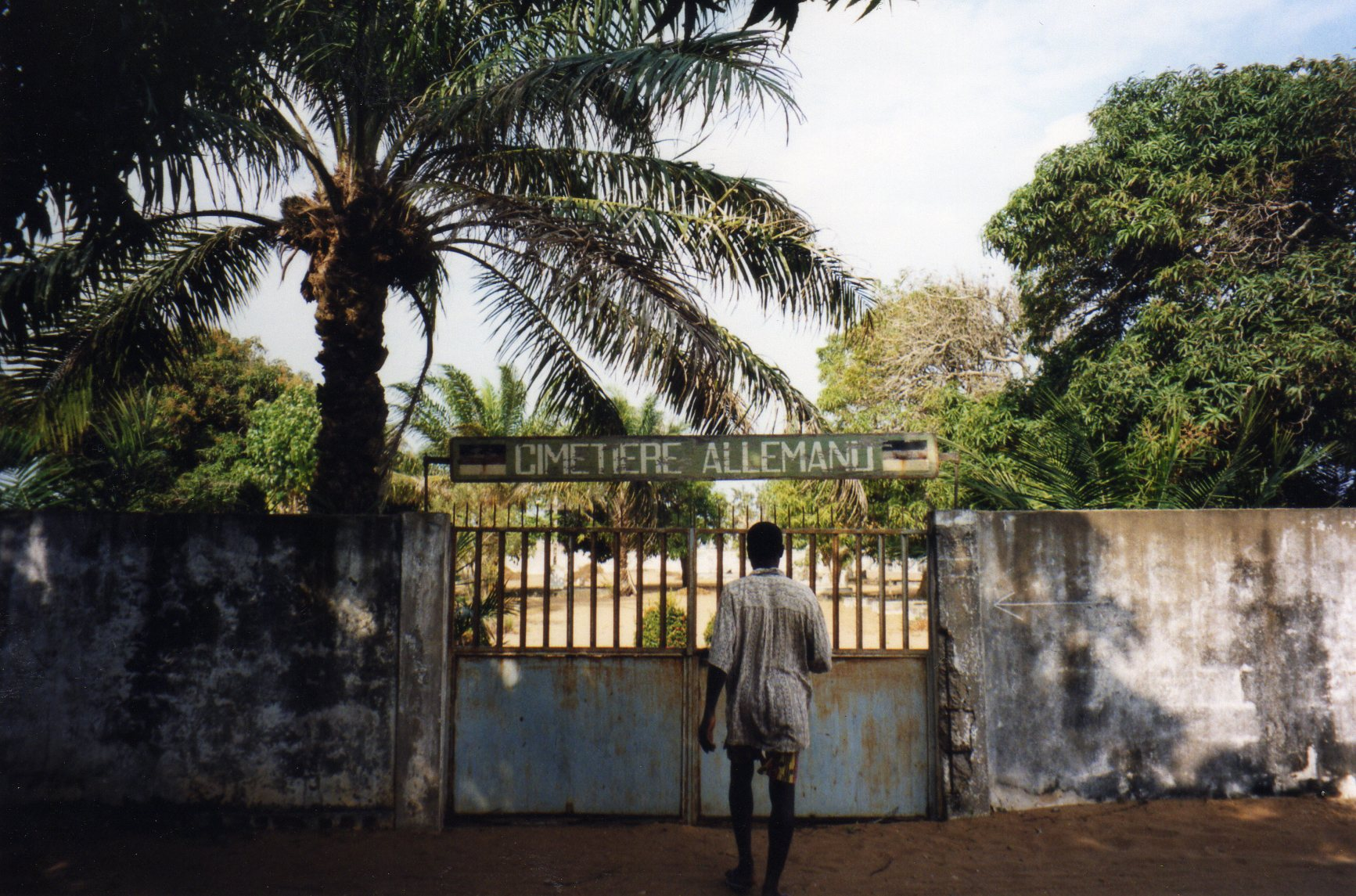
Deutscher Friedhof in Aného

Im Stadtteil Adido gibt es einen alten deutschen Friedhof mit sehr gut erhaltenen Gräbern, deren Inschriften gut zu lesen sind und so ein Stück Kolonialgeschichte erzählen.
Ebenfalls sehenswert ist ein kleines Museum, das mit Bildern und Gegenständen aus der deutschen Kolonialzeit bestückt ist.

## Persönlichkeiten
- Kwassi Bruce (1893–1964), Pianist
- Élisabeth Pognon (* 1937), Juristin

## Partnerschaften
In Nürnberg bemüht sich die Action Développement Togo um eine Partnerschaft der Stadt Nürnberg mit Aného.